# دومه جندل

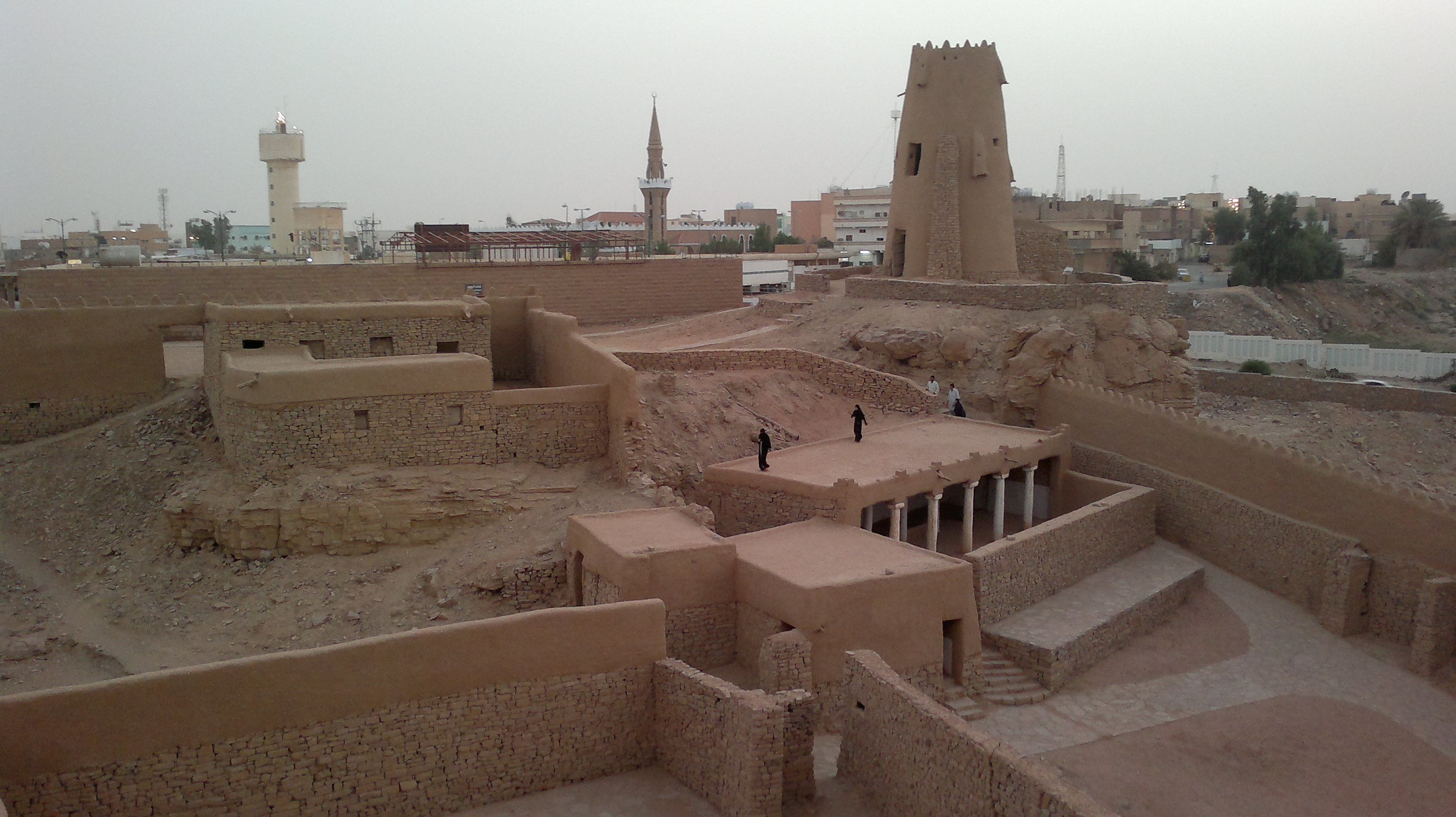
تصویری از نمای داخلی قلعهٔ مارد.

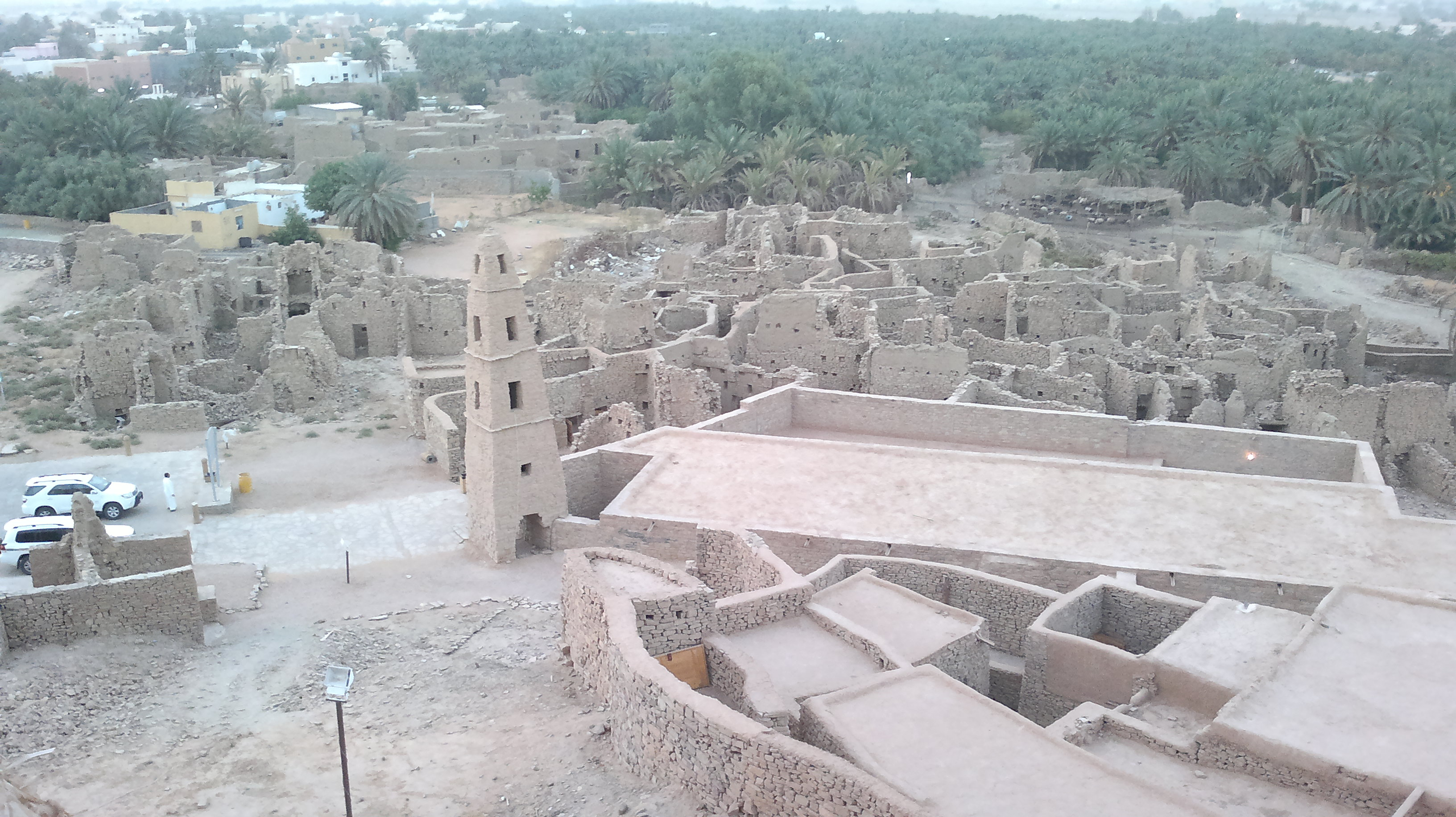
تصویری از مسجد عمر بن خطاب.

دومه جندل (عربی: دومة الجندل) یکی از شهرهای قدیمی جوف عربستان سعودی است. این شهرستان در جنوب غرب سکاکه (پایتخت استان) با فاصلهٔ ۵۰ کیلومتری از آن واقع شده است. این منطقه اماکن تاریخی  مانند قلعهٔ مارد و مسجد عمر بن خطاب را در خود جای داده است. این منطقه دارای آب شیرین فراوان است.

## جمعیت
تعداد ساکنان این شهر طبق سرشماری سال ۱۴۳۱هـ برابر با (۲۰۱۰م)، ۴۹٬۶۴۶ نفر بوده است.